# Gérma (Laconie)
Gérma (grec moderne : Γέρμα Λακωνίας / Yérma Lakonías, « Gérma-de-Laconie ») est un village grec situé dans le district de Laconie. Il est composé de plusieurs localités séparées par des terres agricoles

## Démographie
En 1928, il comptait 203 habitants. Lors du recensement de 2011, il y avait 15 habitants.

## Climat
Il y a de nombreuses sources d'eau permettant l'irrigation.

## Patrimoine
Pendant l’occupation turque, tout près de Gérma, il y avait un village florissant appelé Kaliazi dont l'église de la Transfiguration, un ancien bâtiment chrétien, a été préservée.